# Горбовцы (Черновицкая область)
Горбовцы (укр. Горбівці) — село в Тереблеченской сельской общине Черновицкого района Черновицкой области Украины.
До 2020 года входило в Глыбокский район
Население по переписи 2001 года составляло 932 человека. Почтовый индекс — 60437. Телефонный код — 3734. Код КОАТУУ — 7321085402.